# ATTESA (時計)

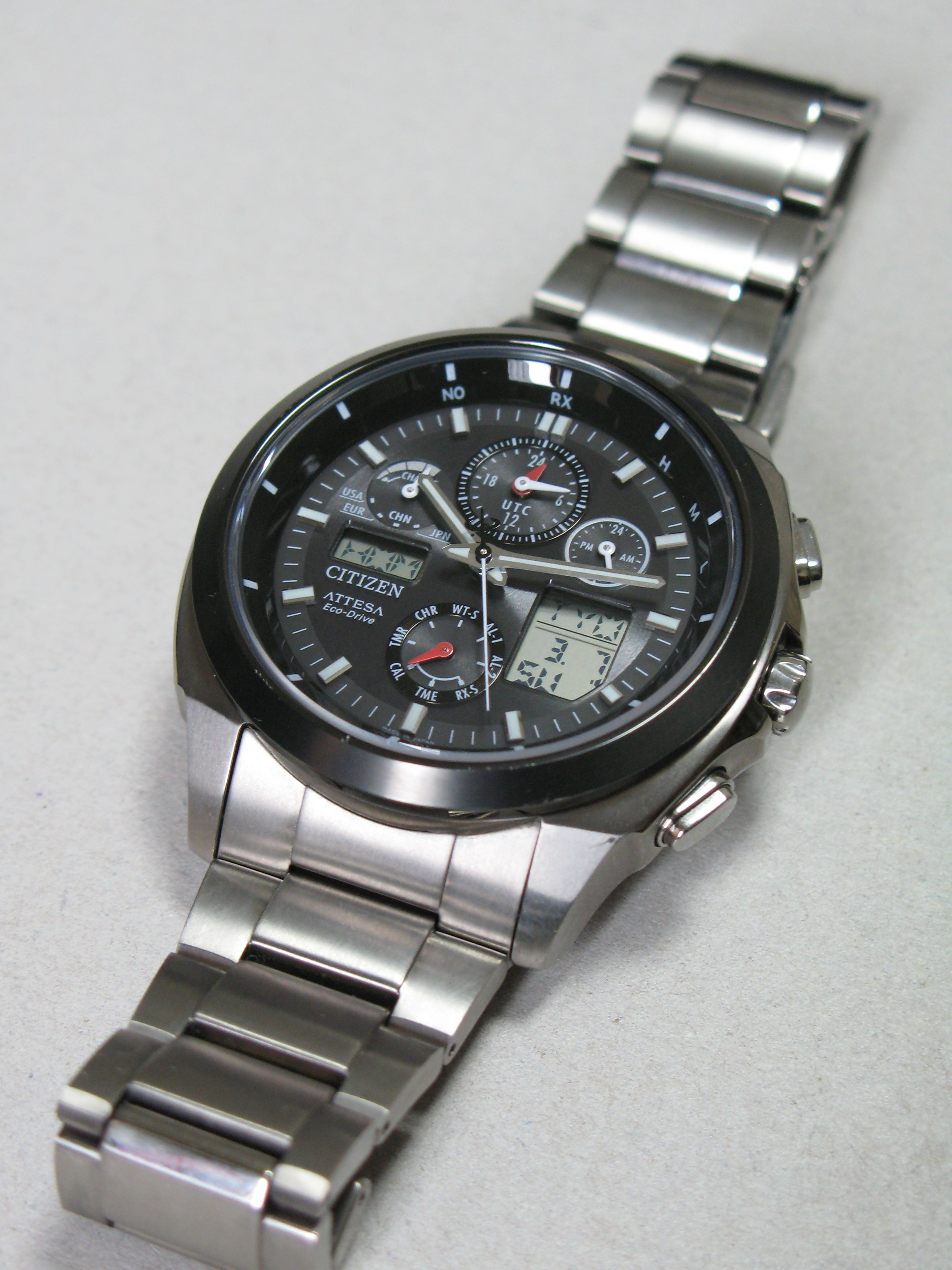
アテッサ ジェットセッター ATV53-3023

ATTESA（アテッサ）は、シチズン時計が販売している腕時計のブランドである。日本のみで販売されている。

## 歴史
腕時計ケース・バンドの素材としてチタンを前面に打ち出した、先端技術を導入したビジネスマン向けブランドとして1987年（昭和62年）に登場。その後もチタンカーバイド、ダイヤモンドライクカーボン、デュラテクトといった耐久性向上のためのチタン表面の硬質化技術を発展させ、1995年（平成7年）には光発電（エコ・ドライブ）モデルを導入、さらに電波時計機能も付加された。2017年（平成29年）現在ではすべてのモデルがエコ・ドライブとなり、大半のモデルにパーフェックス（JIS 1種耐磁性能、衝撃検知機能、針自動補正機能を持ったキャリバー）、世界時計機能が搭載されている。
- 1987年（昭和62年） 通常の電池駆動クオーツ腕時計として最初のモデルが発売される。日本でアテッサブランドで売られていたモデルは、国外ではアテッサのブランド名は冠されずに販売された。
- 1996年（平成8年） すべてのモデルがエコ・ドライブとなる。
- 1999年（平成11年） 電波時計モデルが発売される。2003年（平成15年）まではアンテナ部分は樹脂製となっていた。
- 2003年（平成15年） 電波時計のフルメタルケース化。
- 2007年（平成19年） 20周年記念モデル発売。
- 2010年（平成22年） シチズン創立80周年記念モデル発売。
- 2014年（平成26年） 衛星電波時計モデル「エコ・ドライブ サテライト ウエーブ」が発売される。
- 2017年（平成29年） 30周年記念モデル発売。

## 主なラインナップ
ダブルダイレクトフライト
2013年（平成25年）に登場した、アナログ表示のフラッグシップモデル（H820系）。 ホーム都市選択機能はベゼル外周部に印字された都市名（およびUTC基準のプラスマイナスの数字）に秒針をセットする方式となった。12時方向に曜日針、6時方向にローカルタイム（24時針および分針）表示がある。クロノグラフは搭載されない。
サテライトウェーブ
2014年（平成26年）に登場した、GPS衛星電波による時刻修正に対応したモデル。通常の地上電波修正機能は搭載されない。3針（+曜日針がある）モデル（F150系）、非クロノグラフ（Ｈ950系）、クロノグラフ（F900系）がある。
クロノグラフ
アナログ針表示によるクロノグラフ搭載モデル。2017年（平成29年）現在はパーフェックスに対応していない。クロノ秒針と兼用のセンター秒針を持ち、6時方向のスモール針はモード針となっている。

### 過去のシリーズ
2017年時点ではラインナップから外れている。
ジェットセッター
2007年（平成19年）に登場した、アナログ・デジタルコンビネーション表示の多機能モデル（U680系）。ホーム時刻（アナログ表示）・ワールド時刻（デジタル表示）・協定世界時(UTC)（12時方向スモール針）の3つの時刻を一度に表示できる。ワールド時刻では43都市の標準時、任意でUTC-12からUTC+14までの15分単位の時刻で1都市の標準時、計44都市のいずれか1都市を選択して表示できる。UTC以外は手動（欧州・米国など一部の都市は、電波受信による自動設定も可能）で夏時間の設定が可能。デジタル表示部はクロノグラフといった付加機能にも用いられる。その他、10時方向の充電量・受信電波表示、2時方向の24時間計、6時方向のモード表示のスモール針が搭載される。
ジェットセッター ダイレクトフライト
2009年（平成21年）6月に登場した、アナログ表示のクロノグラフモデル（H610系）。 ディスク表示式のホーム都市選択機能が搭載され、簡単な操作で素早く切り替えができる。1都市1時刻表示のみとなる。秒針は6時方向のスモール針となり、センター秒針はクロノグラフ専用である。なお、ATD53-3011はイメージキャラクターとして起用されている福山雅治がCM・ポスター等で着用していることで知られる。

## 脚註
1. ↑  シチズン「アテッサ」、目指したのは“ソリッド”なビジネスウオッチ（2012年10月4日 Business Media 誠）
2. 1 2  “シリーズ初となるサテライト ウエーブモデル登場 -シチズン ATTESA(アテッサ)”.   マイナビニュース (2014年9月19日). 2017年9月27日閲覧。